# Markpad

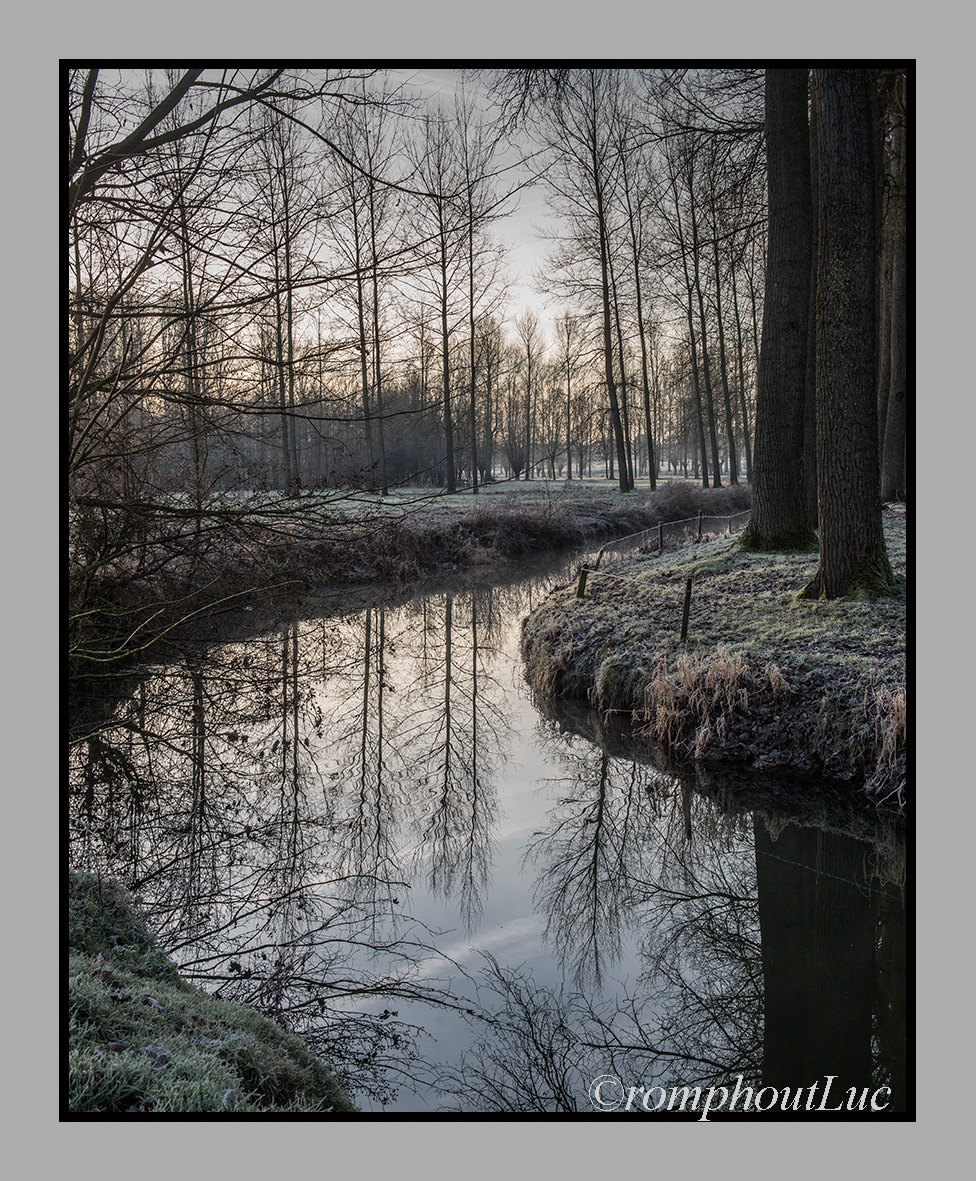
Het Markpad (Copyright Luc Cromphout)

Sinds 2018 loopt het Markpad een wandelpad langs de Mark door de gemeente Pajottegem in de Belgische provincie Vlaams-Brabant.

## Toeristische wandeling
Dit wandelpad loopt door de vallei van de Mark. Hoewel de gemeentes het Markpad zeer toegankelijk maakten door bruggen aan te leggen, wegen open te maken of poortjes te plaatsen, gaat het ook over onverharde paden, door bossen en tussen de koeien. 
Het wandelknooppuntennetwerk geeft de volgende wandeling aan. Volg 4 – 401 – 402 – 601 – 602 – 603 – 605 – 606 – 62 – 61 – 60 – 6 – 607 – 609 – 608 – 600 – 643  – 404 – 403.